# Charlie Pace
Charlie Pace er en fiktiv figur i tv-serien Lost, spillet af Dominic Monaghan. Dominic var til prøveoptagelse i rollen som svindleren James "Sawyer" Ford, men fik i stedet tilskrevet sig rollen som den stofmisbrugende rockmusiker.

## Baggrund

### Personlighed
I "The Moth" viser Charlie sin religiøse side, og forsøger at få styr på sine ukristne lyster. Han er tæt på at forlade bandet for at opfylde de krav der er i henhold til sin religion. Han følger sig også bundet til at skulle redde nogen – iflg. Locke fordi han ikke kan redde sig selv – og det kommer til udtryk i "Fire + Water" hvor Charlie kidnapper Aaron fra sin krybbe – to gange.

## Biografi

### Før flystyrtet
Charlies musikalske væsen blev grundlagt allerede i en tidlig alder, hvor han får et piano i julegave. Han følger det op med at spille bas og guitar, og danner sammen med broderen, Liam, DriveShaft. Netop som han er tæt på at forlade bandet af religiøse årsager, dukker Liam op i kirken og viser pladekontrakten frem.
Problemerne synes siden hen kun at eskalere. Liam foretager spontane og destruktive valg under koncerterne, han forsømmer øvesessionerne og bliver væk fra lydprøverne. Charlie tager konsekvensen heraf og minder Liam om deres broderlige løfte: At bakke ud, når Charlie mener tingene bliver for meget; Liam besvarer påmindelsen med en smækkende dør, og brudet hiver Charlie ind i stofmisbruget.
Senere opsøger Charlie sin bror i Sydney, fordi han forsøger at samle bandet igen. Liam afslår det generøse tilbud, fordi han igen er kommet på rette spor i livet. Ved samme lejlighed forsøger Liam at få Charlie ind i et lignende afvænningsprogram, men Charlie er praktisk talt allerede på vej ud af døren, da han har et fly han skal nå – Oceanic Flight 815.

### Efter flystyrtet

#### Sæson 1
Pace tager med Jack Shephard og Kate Austen ud til cockpittet for at finde med sit heroin.
Han bliver nære venner med Claire Littleton.
John Locke opdager Charlies misbrug og overtaler ham til at droppe det. Locke påstår, at øen belønner hans prøve ved at lade ham finde sin guitar. Afvænning tager hårdt, både fysisk og psykisk, på Charlie, og da han og Sayid Jarrah opdager et stort heroinlager ved et nedfaldet beechcraft, bringer han det med sig tilbage, om end det er forseglet i Jomfru Maria-statuer.

#### Sæson 2
Charlie har drømme hvori han skal redde Aaron Littleton, og det kulminerer med at han i søvne kidnapper Aaron fra sin krybbe.
Charlie deltager i et svindelnummer, udtænkt af James "Sawyer" Ford, for at få Locke til at ligne en tumpe. Det indebærer at Charlie kidnapper Sun-Hwa Kwon og får det til at se ud, som om det er gjort af The Others.
Claire opdager hans heroinlager, og de genforenes først i slutningen af anden sæson.

#### Sæson 3
Charlie opsøges at Locke, der anmoder ham om at holde vagt ved en "svedehytte," mens Locke "taler med øen." Charlie, der finder situationen udadtil komisk, beslutter trods deres tidligere stridigheder, at assistere Locke. Lockes mission bliver at redde Mr. Eko, før han foretager sig noget andet, og også her tilbyder Charlie sig. Sammen drager de gennem junglen til en isbjørnegrotte, hvorfra Eko reddes og bringes tilbage.
Gennem størstedelen af sæson tre ved Charlie, at Desmond Hume i glimt ofte ser ham dø. Visionen realiseres i sæsonens afslutning, hvor Charlie drunker efter at have muliggjort The Castaways' redning.

### Spekulationer
Der spekuleres i fanbasen på hvorvidt Charlie rent faktisk er død. Rent fysisk skulle der, if. nogle fans, være luft øverst i det kammer hvor han "drukner", pga. vinduets placering og strømningen.
Hvad der taler imod: Skuespilleren Dominic Monaghan har ikke fået fornyet sin kontrakt og er desuden flyttet væk fra Hawaii.
Hvad der taler for: At kontrakten ikke er fornyet til sæson fire betyder ikke, at han ikke kan vende tilbage senere. Et lignende eksempel er Michael Dawson.
Hvis det er sådan, at Charlie stadig er i live, kan det ske at hele situationen der skal bringe The Castaways hjem ændres. Jf. hvad der skete i Catch-22, fordi Desmonds vision ikke blev opfyldt.